# Niemiecki Związek Celny
Niemiecki Związek Celny (niem. Deutscher Zollverein) – utworzony 1 stycznia 1834 związek zrzeszający w unii celnej 18 państw niemieckich pod przewodnictwem pruskim. Handel między członkami nie podlegał żadnym opłatom i ograniczeniom. Ujednolicono systemy praw handlowych (cła wywozowe i przywozowe), wekslowych oraz systemy monetarne krajów członkowskich, aczkolwiek nie wprowadzono jednolitej waluty.
Był to kolejny krok do utworzenia niemieckiego państwa narodowego („Rzeszy”) pod przywództwem Prus, których gospodarka, wspólnie z innymi gospodarkami regionu, zaczęła stawać się jednym z fundamentów potęgi przyszłego Cesarstwa Niemieckiego (tzw. „II Rzeszy”). W 1842 r. poszerzono liczbę członków do 24, następnie związek poddano reorganizacji w 1867 r. (utworzenie Związkowej Rady Celnej i Parlamentu Celnego mających ograniczone kompetencje) oraz przyjęto państwa południowoniemieckie. W 1888 r. dołączyły do niego wolne miasta Brema oraz Hamburg. Związek przestał istnieć w 1919 r.